# Clara Döhring
Clara Döhring, geb. Wohlfarth (* 13. März 1899 in Saalfeld/Saale; † 7. Juni 1987 in Stuttgart) war eine deutsche Politikerin (SPD).

## Leben und Beruf
Nach einer Lehre als Kontoristin war Döhring von 1920 bis 1930 Angestellte beim Hauptvorstand des Deutschen Metallarbeiter-Verbandes in Stuttgart. Von 1936 bis 1948 war sie Sachbearbeiterin bei der AOK in Stuttgart. Danach wurde sie hauptamtliche Frauensekretärin der Gewerkschaften in Württemberg-Baden und ehrenamtliche Vorsitzende des gewerkschaftlichen Landesfrauenausschusses. Sie vertrat die Gewerkschaften im „Deutschen Rat der Europäischen Bewegung“.

## Partei
Bereits seit 1917 gehörte Clara Döhring der USPD an. Nach dem Zweiten Weltkrieg wurde sie Mitglied der SPD und engagierte sie sich beim Wiederaufbau der Sozialdemokratie in Württemberg.

## Abgeordnete
Döhring gehörte dem Deutschen Bundestag von 1949 bis 1965 an. Sie wurde in der ersten Wahlperiode im Wahlkreis Stuttgart I und später über die Landesliste in Baden-Württemberg gewählt. Sie setzte durch, dass das Blindengeld nicht mehr nur an Kriegs-, sondern auch an Zivilblinde gezahlt wurde. Außerdem war sie maßgeblich am Mutterschutzgesetz von 1951 beteiligt und setzte sich bereits 1956 für den Ausbau von Kindertagesstätten ein.